# Lear király
A Lear király William Shakespeare egyik leghíresebb és legösszetettebb tragédiája, amely az idős címszereplő fokozatos megőrülését mutatja be, ahogy a három lánya hízelgésére számítva lemond a javukra a koronáról és szétosztja közöttük az országot. A tragikus történet forrása a britonok királyának, Leirnek a legendája, a római kor előtti kelta vaskorból (i.e. 8. század). A művet a XVII. század eleji bemutatásától napjainkig játsszák a különböző színházak szerte a világon, emellett számos filmes adaptációja is létezik.
A kritika leginkább az emberi szenvedés és együttérzés kifinomult ábrázolását dicséri a műben. George Bernard Shaw szerint: "Soha senki nem fog a Learnél jobb tragédiát írni".

## A mű története
A Lear király 1603 és 1606 között keletkezhetett, először 1608-ban quatro (negyedrét) formában adták ki, és az 1623-as Első Fólio kiadásban is megjelent. Ebben a gyűjteményben a tragédiák között kapott helyet, a Hamletet követi, és megelőzi az Othellót. Shakespeare valószínűleg Holinshed krónikájából vette a mű alapjául szolgáló történetet, melyet több ponton is megváltoztatott. Gloster grófnak és fiainak története valószínűsíthetően Sidney Fülöp Arcadiá-jából származik. Már a szerző életében az egyik legkedveltebb darabjának számított, azóta is komoly megtiszteltetést jelent a világ minden részén a tragikus színészek számára a címszereplőt eljátszani, többek között Orson Welles, Laurence Olivier, Ian McKellen és Bessenyei Ferenc is magára ölthette az öreg király jelmezét.
A darabot Magyarországon először 1795-ben mutatták be. A szöveget Mérey Sándor ültette át magyar nyelvre Christian Felix Weisse német átiratát használva. Mérey a kor ízlésének megfelelően magyarította a darabot, tehát az ősmagyar időkbe helyezte a cselekményt, ezért az ő fordításának Szabolcs vezér lett a címe. Később széles körben elterjedt Vörösmarty Mihály fordítása, amely először 1856-ban jelent meg, majd 1865-ben Arany János javításaival, illetve 1955-ben Szabó Lőrinc átdolgozásában. Később Zigány Árpád (1899), Kosztolányi Dezső (1936), Füst Milán (1955), Mészöly Dezső (1986), Forgách András (1993), Jánosházy György (2002), legutóbb pedig Varró Dániel (2009), illetve Nádasdy Ádám (2010) ültette át magyar nyelvre a művet.

## Szereplők

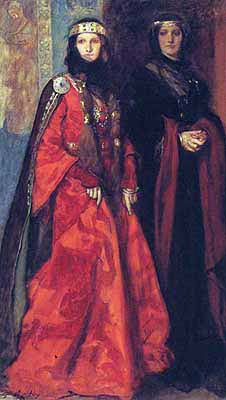
Goneril és Regan (Edwin Austin Abbey festménye)

A tragédia szereplői (Vörösmarty Mihály fordítása alapján)
- Lear, Britannia királya
- A francia király
- A burgundi fejedelem
- Cornwall fejedelem, Regan férje
- Alban fejedelem, Goneril férje
- Kent gróf
- Gloster gróf
- Edgar, Gloster fia
- Edmund, Gloster törvénytelen fia
- Curan, udvaronc
- Oszvald, Goneril udvarnoka
- Aggastyán, Gloster haszonbérlője
- Orvos
- Bolond
- Tiszt Edmund szolgálatában
- Nemes Cordelia kíséretében
- Hírnök
- Szolgák, Cornwallnál
- Goneril, Lear leánya
- Regan, Lear leánya
- Cordelia, Lear leánya
- Lovagok a király kíséretében
- Tisztek, követek, katonák és kísérők

## Történet

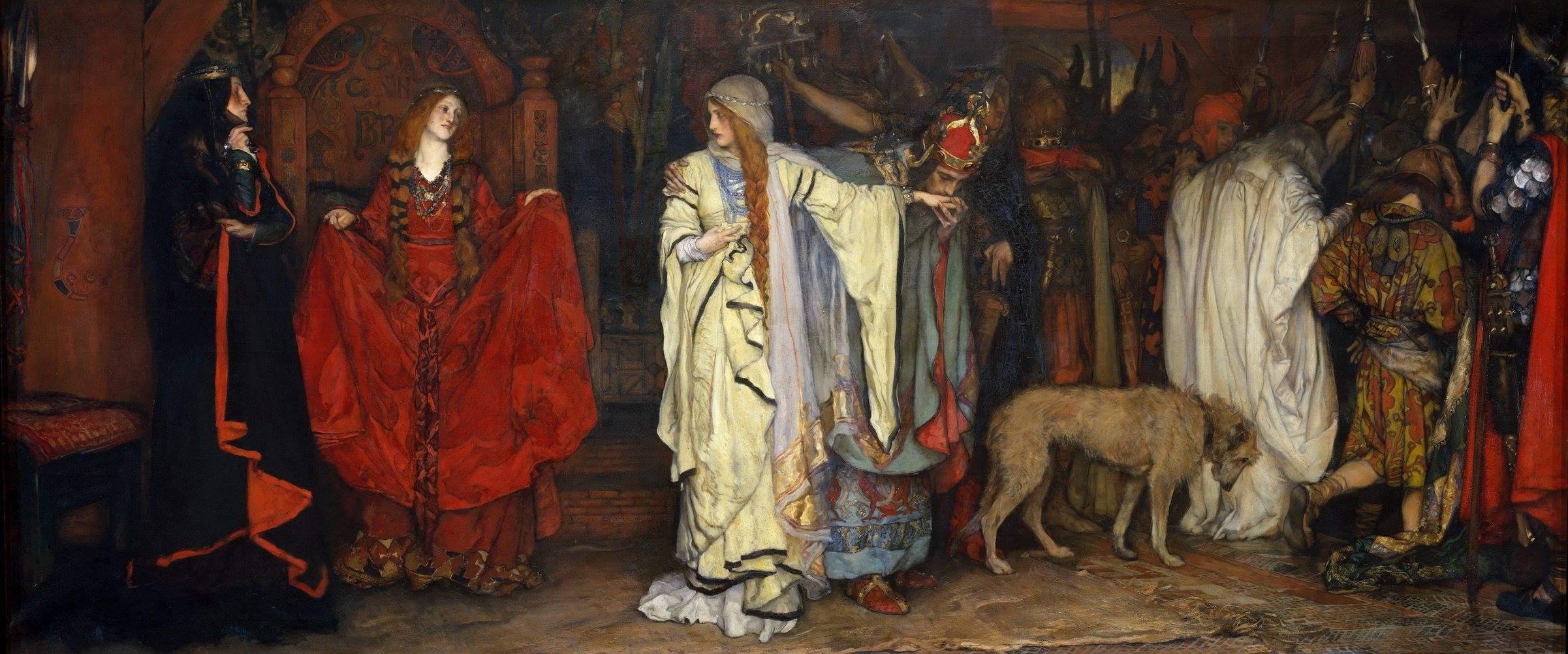
Cordelia búcsúja (Edwin Austin Abbey festménye)

Az idősödő Lear, Britannia királya úgy döntött, felosztja országát lányai között, mégpedig annak arányában, hogy azok mennyire szeretik őt. A két idősebb lánya, Goneril és Regan hamis hízelgésükkel elérték, hogy fele-fele arányban osztozhassanak Lear országán, mert a legkisebb lány, Cordelia túlzások nélküli őszinte szavai felbőszítették a megromlott ítélőképességű öreg uralkodót. Kent grófja megpróbálta jobb belátásra bírni a királyt, de az mérgében száműzte hűséges szolgáját. Ekkor Goneril már Alban herceg, Regan pedig Cornwall herceg felesége volt, így rájuk szálltak az uralkodói jogok. Lear csak annyit kért, hogy száz lovag továbbra is szolgálja őt, illetve hogy havonta felváltva a két idősebb lánya palotáiban lakhasson. Cordelia két kérője közül Burgundia fejedelme elállt szándékától az események hallatán, Franciaország királyát viszont meghatotta a lány őszintesége, és feleségül vette. Cordelia könnyek között búcsúzott el a családjától.
Goneril gonosz természete hamar kiütközött, kerülte apját és próbálta még a maradék hatalmától és jogaitól is megfosztani. Ez oda vezetett, hogy már Lear saját szolgái sem hallgattak rá, egyre ritkábban engedelmeskedtek neki. Kent gróf közben a halálbüntetéssel dacolva Britanniában maradt, szolgának öltözött, és Caius néven elszegődött Learhez, aki nem ismerte fel őt. Az egyenes és hűséges Caiust egyre jobban megkedvelte az egykori uralkodó, aki ekkor már megértette, hogy nem szabad hinni a hízelgéseknek. Rajta kívül csak az udvari bolondja ragaszkodott Learhez, aki ugyan igyekezett felvidítani őt, de ki is gúnyolta a korábbi tévedése miatt. Goneril végül kidobta apját a kastélyából, aki ezért megátkozta őt.

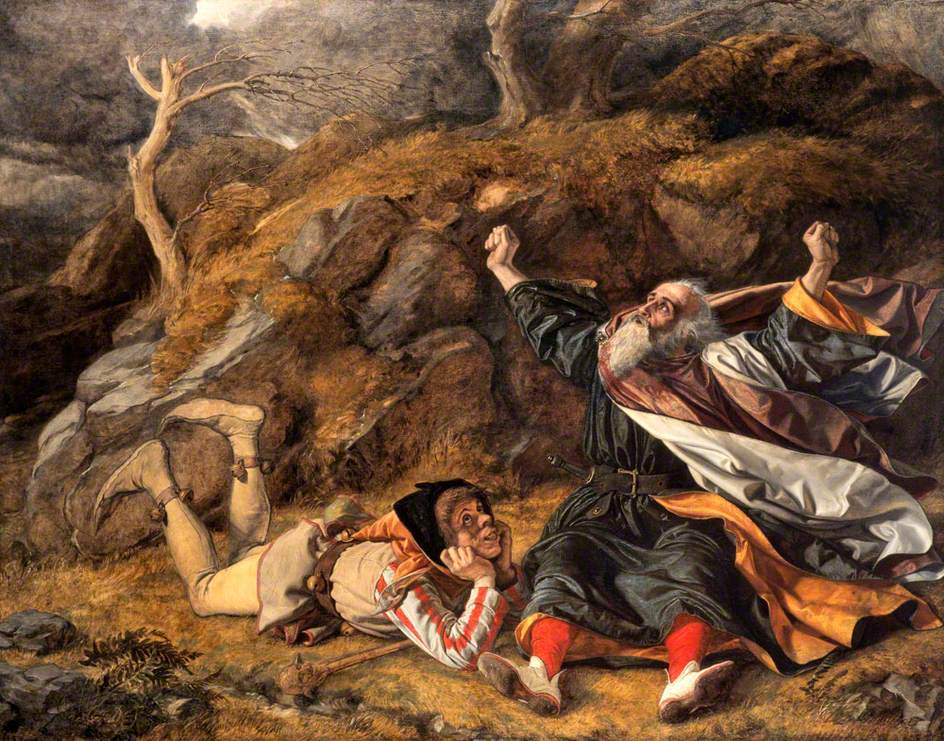
Lear király és a bolond a viharban (William Dyce festménye)

Lear ezután Reganhez fordult, elküldte lányához Caiust, aki azonban az egykori király iránti hűségétől vezérelve megvert egy álnok szolgát, ezért Regan és férje kalodába záratta. Mikor Lear a kastélyba ért, hűvös fogadtatásban részesült, ugyanis Goneril őt megelőzve már szövetkezett Regannel. Végül Leart kizárták a kastélyból, ekkor már nem volt más társa csak a bolond. Vihar támadt, Lear megpróbált dacolni az elemekkel, de Caius rátalált, és egy kunyhóba vezette őt. Itt egy félkegyelmű koldussal találkoztak, aki láttán Lear zavaros beszédbe kezdett, amiről Caius rájött, hogy egykori királya megtébolyodott a lányai viselkedése miatt.
Leart maroknyi hívei Dover várába vitték, Kent grófja pedig levetette a Caius-álruhát, és Franciaországba ment Cordeliához. A francia király sereget adott neki, hogy Leart visszaültethessék a trónra. Lear megszökött őreitől, Cordelia néhány katonája talált rá, zavart állapotban. Cordelia orvosainak végül sikerült talpra állítaniuk az öreg királyt, aki így találkozhatott a leghűségesebb lányával. Lear elmeállapota lassan helyreállt.

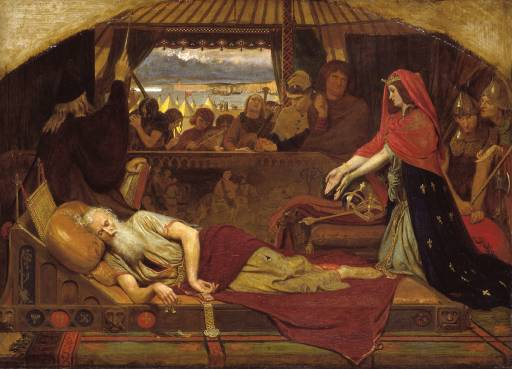
Lear és Cordelia (Ford Madox Brown festménye)

Gloster grófot, a király egykori hívét - akit ármányos törvényen kívüli fia hasonlóképpen tévútra vitt, mint Leart két idősebb leánya - Cornwall herceg megvakította, aki emiatt öngyilkos lett. A herceg viszont belehalt sebébe, melyet a gróf egyik hű szolgája ejtett rajta, ezért a szolgát Regan hátulról ledöfte. Később Goneril és Regan beleszerettek Edmundba, az elhunyt Gloster gróf törvénytelen fiába, aki álnok módon orozta el a grófságot Edgar bátyjától. Regan férje, Cornwall herceg halála után szeretett volna Edmund felesége lenni, de a féltékeny Goneril megmérgezte húgát. Mikor tettére fény derült, Alban herceg börtönbe záratta, ahol öngyilkos lett. Edmund vezette Goneril és Regan seregét, mely legyőzte Cordelia katonáit. A lányt később a börtönben felkötötték. Lear megölte a gyilkost, majd összeroskadt és elhunyt. Nem sokkal élte őt túl a hűséges Kent gróf. A gonosz Gloster grófot, Edmundot a jogos örökös Edgar párviadalban megölte, végül Alban herceg lett Britannia királya.

## Elemzés
A darab öt felvonásból áll, melyek sorban 5, 4, 7, 7 és 3 színre tagolódnak. Shakespeare egyik legtragikusabb darabja, a legtöbb szereplő a mű végére elhalálozik. A műben (az Othellóhoz hasonlóan) a címszereplőt félrevezetik, így rossz döntést hoz, ami végül tragédiához vezet, melynek önmaga is áldozatául esik. A családi viszályok és a gyermeki hálátlanság története a Lear király, mely végül egy apokaliptikus, értékvesztett rohamos káoszba torkollik, ahol a rossz és a jó egyaránt elbukik.

## Érdekességek
- Lev Tolsztoj Shakespeare különösen gyenge művének tartotta a Lear királyt
- 100 éven keresztül egy vidámabb befejezéssel játszották a művet, ahol Cordeliát Lear megmenti a börtönben, aki így egybekelhet Edgarral.
- Több előadáson előfordult, hogy a Leart játszó színész a koldussal való találkozásakor teljesen levetette ruháit, és  meztelenül állt a színpadon.
- 1788 és 1820 között nem játszották Angliában a művet, ugyanis III. György király Learhez hasonlóan elmebajos volt.[8]
- „A túlélhetem-e önmagam?-kérdés miatt érdekes számomra a Lear király. Igenlő válasz esetén le kell mondani az uralkodásról.” – Cserhalmi György[9]

## Idézetek
Cordelia: Cordelia mit tegyen? Hallgat s szeret.
Alban: Jobbat keresve gyakran jót veszítünk.
Gloster: Időnk csapása, hogy bolond vezet vakot.

## Filmek
A művet nem egyszer megfilmesítették:
- Lear Király, magyar tévéfilm, 1978, r.: Vámos László, fsz.: Bessenyei Ferenc
- King Lear; brit, 1971 r.: Peter Brook, fsz.: Paul Scofield
- King Lear; amerikai, 1987 r.: Jean-Luc Godard, fsz.: Peter Sellars
- King Lear; brit, 1999, r.: Brian Blessed, Tony Rotherham, fsz.: Brian Blessed
- King Lear (brit tévéfilm), 2008 r.: Trevor Nunn, fsz.: Ian McKellen
- King Lear (amerikai tévéfilm), 1953 r.: Peter Brook , fsz.: Orson Welles
- Lear király (Король Лир), szovjet, 1971 r.: Grigorij Mihajlovics Kozincev, fsz.: Jurij Jarvet
- King of Texas (amerikai tévéfilm), 2002 r.: Uli Edel, fsz.: Patrick Stewart
- Káosz (angol: Ran, japán: 乱); japán, r.: Kuroszava Akira, fsz.: Tatsuya Nakadai
- King Lear; brit, 2018, r.: Richard Eyre, fsz.: Anthony Hopkins[10]